# Véronyque Tremblay
Véronyque Tremblay, née le 27 janvier 1974 à Saint-Ambroise, est une femme politique, animatrice de radio et de télévision et journaliste canadienne. 
Elle est députée de Chauveau pour le Parti libéral du Québec à l'Assemblée nationale du Québec de 2015 à 2018 et ministre déléguée aux Transports de 2017 à 2018.

## Biographie
Véronyque Tremblay commence sa carrière de journaliste en 1994 à TVA Chicoutimi et à Radio-Nord en Abitibi.
En 1995, elle est remarquée par Réseau TQS qui l'embauche comme reporter. Elle est rapidement promue chef d'antenne. Elle présente d'abord les bulletins d'informations du week-end puis le journal télévisé de midi et de 17 heures.
En 2003, elle est recrutée par TVA Nouvelles et devient présentatrice des nouvelles à LCN. À partir de 2005, elle présente le TVA midi week-end.
En 2011, elle quitte son emploi à LCN et revient dans la capitale-nationale pour rejoindre FM 93 comme journaliste dans une émission de Gilles Parent.
Reconnue pour ses prises de position, en plus de ses fonctions à la radio, on lui offre une chronique tous les samedis dans la page d'opinion du Journal de Québec. Elle devient blogueuse pour le Journal de Québec et le Journal de Montréal.
En avril 2015, elle quitte le milieu des communications pour entrer en politique. Elle représente le Parti libéral du Québec lors de l'élection partielle de Chauveau à la suite de la démission du député provincial Gérard Deltell. Elle affronte entre autres Jocelyne Cazin, une autre animatrice et journaliste, candidate pour la Coalition avenir Québec. Elle est élue députée à l'Assemblée nationale du Québec dans la circonscription de Chauveau lors de l'élection partielle de juin 2015 avec plus de 41 % des suffrages. 
Le 17 juin 2015, elle est assermentée à l’Assemblée nationale. Le 16 septembre suivant, elle est nommée adjointe parlementaire de la ministre déléguée à la Réadaptation, à la Protection de la jeunesse et à la Santé publique.
Le 11 octobre 2017, elle est nommée ministre déléguée aux Transports.

## Vie après la politique
En avril 2019, Véronyque Tremblay est nommée directrice générale et organisatrice en chef du Parti libéral du Québec. De 2020 à 2021, elle est chroniqueuse pour les journaux de Québecor. Elle est également nommée présidente-directrice-générale de l'Association Hôtellerie Québec en octobre 2021.
De 2020 à 2022, elle est trésorière du Cercle des ex-parlementaires de l'Assemblée nationale du Québec.

## Résultats électoraux
|                                                                                               | Nom                           | Parti            | Nombre de voix | %      | Maj.  |
| --------------------------------------------------------------------------------------------- | ----------------------------- | ---------------- | -------------- | ------ | ----- |
|                                                                                               | Sylvain Lévesque              | Coalition avenir | 18 424         | 47,1 % | 9 627 |
|                                                                                               | Véronyque Tremblay (sortante) | Libéral          | 8 797          | 22,5 % | -     |
|                                                                                               | Francis Lajoie                | Québec solidaire | 4 052          | 10,4 % | -     |
|                                                                                               | Jonathan Gagnon               | Parti québécois  | 3 603          | 9,2 %  | -     |
|                                                                                               | Adrien D. Pouliot             | Conservateur     | 3 371          | 8,6 %  | -     |
|                                                                                               | Sabir Isufi                   | Vert             | 613            | 1,6 %  | -     |
|                                                                                               | Mona Belleau                  | NPD Québec       | 286            | 0,7 %  | -     |
| Total                                                                                         | Total                         | Total            | 39 146         | 100 %  |       |
| Le taux de participation lors de l'élection était de 70,8 % et 787 bulletins ont été rejetés. |                               |                  |                |        |       |